# Талліннська операція
Талліннська операція 1944 року — фронтова наступальна операція військ лівого крила Ленінградського фронту за підтримки Балтійського флоту, здійснена 17 — 26 вересня з метою розгрому противника на території Естонії та взяття Таллінна; є частиною стратегічної Прибалтійської операції 1944 року, до складу якої входять 4 фронтові й міжфронтові операції: Ризька, Талліннська, Моонзундська й Мемельска.

## Планування
До початку Талліннської операції війська лівого крила (8-ма і 2-га ударна армії) Ленінградського фронту (маршал Говоров) займали охоплюючи положення відносно до німецької оперативної групи «Нарва» у складі 6 дивізій (входила до складу групи армій «Північ»), що оборонялась у північно-східній частині Естонії, яку підтримували авіація 1-го повітряного флоту та військово-морські сили. Противник підготував в Естонії позиційну оборону, найпотужнішу на Нарвському перешийку (рубіж «Танненберг») та між озерами Чудським і Виртс'ярв. За задумом радянського командування 2-га ударна армія (генерал-лейтенант Іван Федюнінський) мала завдати удару з району Тарту в напрямку на Раквере, в тил нарвському угрупуванню противника, а потім головними силами наступати на Таллінн. 8-й армії (генерал-лейтенант Стариков П. Н.) ставилось завдання негайно перейти в наступ з рубежу річки Нарви на захід у разі послаблення оборони противника чи його відходу на цій ділянці. Під час підготовки Талліннської операції війська 2 ударної армії були потай від ворога перегруповані з навської ділянки в район Тарту. Переправу їх (понад 100 тисяч чоловік, понад 1 тисяча гармат і мінометів, близько 4 тисяч автомашин) через озеро Тепле (між Чудським і Псковським озерами) здійснила 25 окрема бригада річкових кораблів, яка у подальшому підтримувала вогнем своєї артилерії правофлангові з'єднання армії, що наступали вздовж західного узбережжя Чудського озера. В операції брали участь Балтійський флот (адмірал Трибуц) і 13 повітряна армія.

## Перебіг бойових дій
17 вересня війська 2 ударної армії перейшли в наступ, форсували на своєму правому фланзі річку Емайигі та першого ж дня прорвали оборону противника на глибину до 18 км. Німецьке командування було змушено почати відводити оперативну групу «Нарва». 2 ударна армія та 8 армія, яка в ніч на 19 вересня перейшла в наступ почали переслідувати противника, наступаючи в західному та південно-західному напрямках. До кінця дня 20 вересня 8 армія, просунувшись на 70 км, заволоділа Раквере та з'єдналась на лівому фланзі з частинами 2 ударної армії.
18 вересня в Таллінні Національний комітет Естонської Республіки повторно проголосив незалежність Естонії.
21 вересня 8 ск пішов на Таллінн. Генерал-лейтенант Лембіт Перн сформував пересувну групу, яка вранці 22 вересня, пройшовши за добу понад 100 кілометрів, першою з боєм вступила до міста. Завдяки стрімкому просуванню, з'єднання естонського корпусу захопили в Таллінні 25 літаків, 185 гармат, 230 автомашин, а в порті — 15 морських суден, на яких перебували радянські військовополонені й цивільне населення, підготовлені до відправки до Німеччини. Того ж дня 8 ск із засобами посилення був переведений до складу 8 армії.
До того часу, як передові частини Ленінградського фронту прибули в Таллінн вранці 22 вересня, німецькі війська практично залишили місто, й вулиці були пустими. Уряду Естонії не вдалось зібрати значні сили, естонські підрозділи, що відступали на фронтах Нарви та Емайигі, були розсіяні та змішались із німецькими загонами, що відступали до Латвії. Таким чином, уряд не мав значних сил для опору радянським військам, що оточили Таллінн. Практично єдиним формуванням була «Бойова група адмірала Пітка» на чолі з контр-адміралом Йоханом Піткою, яка, втім, була ним же розпущена через безнадійність опору. Юрі Улуотс, чинний президент Естонії, втік до Швеції. У подальші дні кілька бойових груп прибічників незалежності Естонії здійснили напади на радянські війська в округах Хар'юмаа та Ляене, але були відбиті.
24 вересня був зайнятий Хаапсалу. 21-24 вересня Балтійський флот висадивши десанти в бухтах Кунда, Локса, Таллінн, заволодів островом Найссар (на північний захід від Таллінна) й Палдіскі. Сили флоту також перешкоджали евакуації ворожих військ морем. З'єднання 2 ударної армії 23 вересня зайняли Пярну, вийшли до Ризької затоки та, просуваючись уздовж морського узбережжя на південь, до кінця 26 вересня, зайнявши всю Естонію, окрім островів, вступили на територію Латвії та з'єднались із військами 3-го Прибалтійського фронту, які вийшли на узбережжя.

## Результати операції
За радянськими даними під час операції було знищено 30 000 солдат супротивника, 15 745 взято у полон і знищено чи захоплено трофеями 175 танків і самоходок.

### Нагороди
За відзнаки у боях 30 частин і з'єднань отримали почесні найменування «Талліннські», 7 — «Перновські»; 51 — нагороджена орденами:

Перновські:
- 176 сп (підполковник Семенов Сергій Федорович)
- 221 окремий тп (підполковник Ломов Володимир Миколайович)
- 397 гв. тсап (підполковник Медведєв Олексій Маркович)
- 35 габр (полковник Кушнер Петро Семенович)
- 28 кап (підполковник Ільїн Павло Ілліч)
- 96 ап (майор Нагорський Борис Іванович)
- 393 ап (підполковник Мілль Самуїл Абрамович)

Талліннські:
- 8 ск (генерал-лейтенант Перн Лембіт Абрамович)
- 7 сд (полковник Аллікас Карл Адамович)
- 191 гв. сп (майор Ігнатьєв Василь Якович)
- 466 сп (підполковник Пушнєнков Василь Порфирович)
- 27 окремий тп (майор Черных Михаил Сергеевич)
- 45 окремий тп (підполковник Куслапу Едуард Янович)
- 394 гв. тсап (полковник Дутов Георгій Олександрович)
- 806 сап (капітан Зайцев Микола Федорович)
- 952 сап (підполковник Чесноков Сергій Денисович)
- 1294 сап (підполковник Карташов Михайло Митрофанович)
- 58 габр (полковник Скоробогатов Дмитро Іванович)
- 81 пабр (полковник Гнідін Василь Сергійович)
- 40 гв. мінп (підполковник Карась Андрій Григорович)
- 134 гв. ап (підполковник Жилін Олексій Миколайович)
- 154 кпап (підполковник Шестеріков Олександр Федорович)
- 884 аіптап (майор Ткаченко Андрій Миколайович)
- 1157 кап (підполковник Косоусов Сергій Семенович)
- 104 арм. мінп (підполковник Михайлов Сергій Миколайович)
- 625 орадн (інженер-підполковник Полонський Наум Борисович)
- 62 окремий мпомб (підполковник Воробйов Василь Захарович)
- 34 опз (підполковник Лавров Анатолій Степанович)
- 7 гв. шап ВМФ (підполковник Мазуренко Олексій Юхимович)
- 12 гв. аппб ВМФ (полковник Раков Василь Іванович)
- 35 шап ВМФ (полковник Суслін Іван Федорович)
- 51 мтап ВМФ (майор Ситяков Федір Андрійович)
- 159 вап (підполковник Покришев Петро Афанасійович)
- 404 вап (майор Мухін Михайло Йосипович)
- 703 шап (майор Самойлов Георгій Дмитрович)
- 999 шап (майор Горохов Олександр Іванович)
- 15 окремий рап ВМФ (підполковник Усачов Пилип Олександрович)

### Звільнені міста
18 вересня
- Калласте (окупований 25 липня 1941)

19 вересня
- Йихві (окупований 12 серпня 1941)
- Муствєе (окупований 25 липня 1941)

20 вересня
- Йигева (окупована 15 липня 1941)
- Раквере (окупований 7 серпня 1941)

21 вересня
- Кунда (окупована 7 серпня 1941)
- Пилтсамаа (окупований 11 липня 1941)
- Тапа (окупована 4 серпня 1941)

22 вересня
- Пайде (окупований 3 серпня 1941)
- Таллінн (окупований 28 серпня 1941)
- Тюрі (окупований 25 липня 1941)

23 вересня
- Вільянді (окупований 9 липня 1941)
- Кейла (окупована 25 серпня 1941)
- Пярну (окупований 9 липня 1941)
- Сінді (окупований 9 липня 1941)
- Сууре-Яані (окупований 11 липня 1941)

24 вересня
- Палдіскі (окупований 28 серпня 1941)
- Хаапсалу (окупований 9 липня 1941)

25 вересня
- Айнажі (окупований 4 липня 1941)
- Кілінгі-Нимме (окупований 7 липня 1941)
- Мийзакюла (окупований 7 липня 1941)
- Салацгріва (окупована 4 липня 1941)